# デューチカ
デューチカ(Douchka、1943年12月30日 - 1997年5月29日)は、フランスの女優。本名Chantal Arbatchewsky。

## バイオグラフィー
十月革命後にフランスに避難したロシアの将校の父親に1943年12月30日に生まれたドゥーチカは、1960年代初頭にバートンとタニア・バラコワに演劇を学びました。
18歳のとき、彼女は市立音楽院でリュシアン・レジェに会いました。
彼女がメンバーであるテアトル・ド・ラトリエによって制作された彼女の最初の3つの戯曲（Unmoisàlacampagne、L'Enterrement-Scènedelavie parisienne、Antigone）は、オランダを旅します。  · 
彼女は5つの言語を話すことができ、その後ロンドンと日本でフランソワ・ビレドゥの 『未亡人』を英語で演奏しました。
彼女はジャン・ユスターシュの2つの傑出した作品、1973年のママと娼婦と1977年のウネの汚い歴史に登場します。 そして最初は1973年のカンヌ映画祭でグランプリを獲得しました。 ·  ·  と国際批評家賞。
1979年、ジャン・ユスターシュによるドキュメンタリーペサックの薔薇の乙女の2番目のバージョンは、「PourDouchkaArbatchewsky」で始まりました。
禅と日本の文化全般に情熱を注いでいます。その後、ドゥーチカは京都近郊に引っ越した。 1997年5月29日、彼女は日本で亡。